# Зинки (Нижегородская область)
 Зинки  — деревня в Шарангском районе Нижегородской области в составе  Кушнурского сельсовета .

## География
Расположена на расстоянии примерно 23 км на юг-юго-восток от районного центра посёлка Шаранга.

## История
Известна с 1891 года как починок Зинковский, в 1905 дворов 40 и жителей 245, в 1926 (деревня Зинковская или Зинково) 47 и 256, в 1950 60 и 218.

## Население
Постоянное население составляло 42 человека (русские 100%) в 2002 году, 41 в 2010.